# ГЕС Полаварам
ГЕС Полаварам — гідроелектростанція, що споруджується у південній частині Індії у штаті Андхра-Прадеш. Використовуватиме ресурс однієї з найбільших річок країни Ґодаварі, яка тече на схід із Західних Гатів та впадає в Бенгальську затоку на узбережжі Андхра-Прадеш.
В межах проекту річку перекриють комбінованою греблею з центральною земляною/кам'яно-накидною (earth cum rock fill, ECRF) ділянкою висотою 45 метрів, довжиною 1750 метрів та шириною по гребеню 15 метрів, обабіч якої розташовуватимуться земляні дамби довжиною 564 та 140 метрів з шириною по гребеню 12,5 метра. Крім того, для перепуску повеневої води у правобережній частині долини облаштують бетонну ділянку довжиною 1128 метрів з 48 водопропускними шлюзами. Враховуючи надзвичайно велику водність Годаварі в період мусонних дощів, вони матимуть змогу пропускати до 141 тисячі м3 за секунду.
Оскільки водоскиди облаштують за межами природного русла річки, для перепуску такої маси води прокладається підвідний канал шириною 660 метрів та довжиною 2310 метрів і відвідний канал шириною 1000 метрів та довжиною 2920 метрів. Саме на них припадає більше половини земляних робіт за проектом. Для попередження фільтрації води через ґрунт під греблею створять непроникну бетонну завісу товщиною 1,5 метри, яка сягатиме глибини від 40 до 120 метрів. Всього для створення комплексу потрібно здійснити екскавацію 106 млн м3 породи та використати 3,4 млн м3 бетону.
Гребля утримуватиме велике водосховище з об'ємом 5,5 млрд м3, в т. ч 2,1 млрд м3 рахується як корисний об'єм з точки зору двох іригаційних каналів — правобережного (довжина 174 км, забезпечить зрошення 129 тисяч гектарів земель) та лівобережного (довжина 182 км, зрошення 162 тисяч гектарів). При максимальному операційному рівні сховища у 45,7 метра НРМ, відбір води для них буде можливим до позначки 41,2 метра НРМ. Крім того, 2,8 млрд м3 з розташованого понад зоною осадів діапазону між 41,2 метра НРМ та 25,7 метра НРМ (нижній поріг водоскидів) будуть спрямовуватись у русло в найбільш вододефіцитний літній період (для Індії це березень-червень) для використання іригаційними проектами нижче по течії Годаварі.
Комплекс також включатиме 59 км захисних дамб у штатах Одіша та Чаттісгарх, з шириною по гребеню 5 метрів та середньою шириною по основі 50 метрів. Їх зведення дозволить уникнути необхідності будь-яких переселень в зазначених адміністративних одиницях, що є важливим для запобігання міжштатним суперечкам.
Біля лівого берегу облаштують машинний зал гідроелектростанції, яку обладнають дванадцятьма турбінами типу Каплан потужністю по 80 МВт, що працюватимуть при напорі у 24 метри. Подача води забезпечуватиметься через канал шириною 350 метрів з пропускною здатністю 3825 м3/сек, який живитиме дванадцять водоводів діаметром по 9,5 метра. Відпрацьована вода потраплятиме у відвідний канал шириною 200 метрів та довжиною 1000 метрів.
Окрім виробництва електроенергії та безпосереднього зрошення земель, у зоні каналів передбачається:
- перекидання з правобережного іригаційного каналу 2,26 млрд м3 води на рік в розташований південніше басейн річки Крішна, для чого канал додатково поповнюватиметься за допомогою розташованої нижче від греблі Полаварам насосної станції Pattiseema;
- постачання через лівобережний іригаційний канал 0,66 млрд м3 води на рік для потреб великого прибережного міста Вішакхапатнам, яке знаходиться за 180 км на північний схід від місця зведення гідрокомплексу.
Початок роботи іригаційної схеми запланований на 2019 рік, а введення в експлуатацію гідроелектростанції — на 2021-й. Станом на першу половину 2018-го загальна готовність проекту оцінювалась у 53 %.